# Jad kiełbasiany

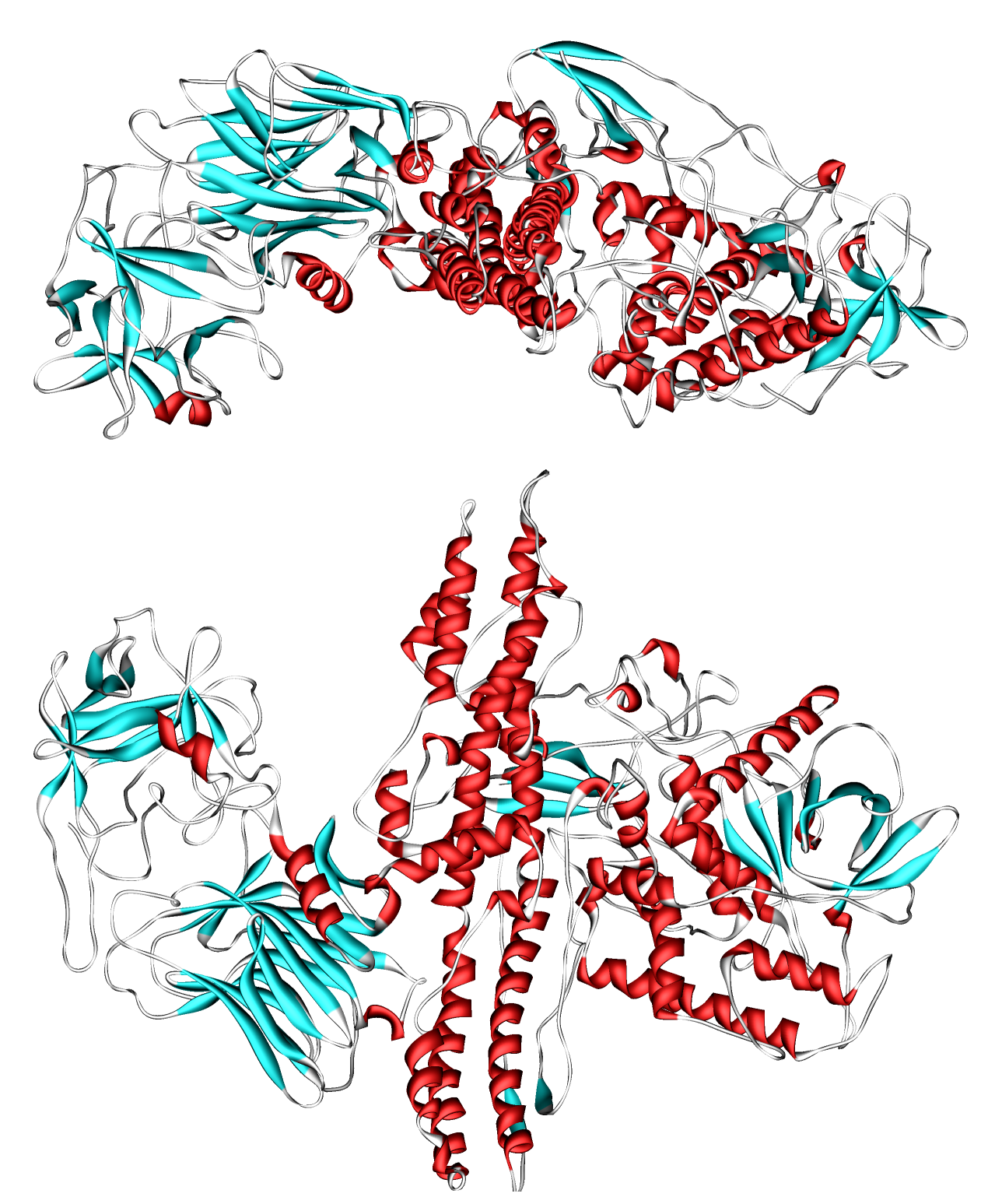
Model wstążkowy toksyny botulinowej typu A

Jad kiełbasiany, inaczej toksyna botulinowa, botulinotoksyna, botulina, w skrócie BTX (z łac. botulus, kiełbasa) – białkowa, należąca do neurotoksyn, egzotoksyna wytwarzana przez bezwzględnie beztlenowe bakterie – laseczki o nazwie gatunkowej Clostridium botulinum, a także przez nielicznych innych przedstawicieli rodzaju Clostridium. Substancja ta w zależności od podanej dawki może być silnie trująca dla organizmu człowieka, poprzez porażenie skurczu mięśni w wyniku zaburzenia wydzielania acetylocholiny. Jej działanie jest wykorzystywane w terapii; używana jest na przykład w medycynie estetycznej do niwelowania powstających zmarszczek mimicznych, w leczeniu kurczu twarzy i powiek oraz w leczeniu nadmiernej potliwości.

## Właściwości
Rozróżnia się kilka rodzajów tej toksyny, które są oznaczane kolejnymi literami alfabetu od A do H. Największe znaczenie dla zdrowia człowieka mają typy: A, B i E, a w weterynarii C i D. Typ H jest najbardziej trujący.
Do wytwarzania tej toksyny dochodzi głównie w glebie, osadzie dna morskiego i niewłaściwie wytwarzanych i przechowywanych konserwach mięsnych, rybnych i jarzynowych. Spożycie zakażonej żywności prowadzi do zatruć jadem kiełbasianym. Botulina jest jedną z najsilniejszych znanych toksyn. Dawka śmiertelna dla człowieka oceniana jest na ok.:
- 1,3–2 ng/kg dożylnie
- 10–13 ng/kg inhalacja
- 1 μg/kg doustnie[3]

Botulina wrażliwa jest na wysoką temperaturę i zasolenie. Zbudowana jest z dwóch łańcuchów polipeptydowych: lekkiego, o masie cząsteczkowej ok. 50 kDa, oraz ciężkiego, o masie cząsteczkowej ok. 100 kDa, połączonych mostkiem dwusiarczkowym.

## Działanie biologiczne

Schemat punktów uchwytu toksyn botulinowej (typy A-G) i tężcowej

Toksyczne działanie toksyny botulinowej polega na trwałym połączeniu z płytką nerwowo-mięśniową i porażeniu skurczu mięśnia. Dokonuje tego przez fragmentację białka SNAP-25 niezbędnego do wydzielania acetylocholiny z zakończeń presynaptycznych. Do powrotu przekazywania impulsów dochodzi stopniowo wraz z tworzeniem się nowych zakończeń nerwowo-mięśniowych.

## Leczenie zatruć toksyną botulinową
Natychmiast po postawieniu rozpoznania zatrucia jadem kiełbasianym należy zastosować leczenie. Stosuje się metody swoiste i nieswoiste.
Leczenie przyczynowe polega na podaniu wieloważnej, końskiej surowicy antybotulinowej (antytoksyny), zawierającej przeciwciała przeciw toksynie typów: A, B i E. Podaje się 50–100 ml antytoksyny w postaci iniekcji domięśniowych (w bezpośrednim zagrożeniu życia dożylnych). W każdym przypadku zatrucia, z wyjątkiem botulizmu niemowląt, należy ją zastosować. Poza tym należy przeprowadzić płukanie żołądka, zastosować środki przeczyszczające i głębokie wlewy doodbytnicze.
W przypadku botulizmu przyrannego może być konieczne leczenie operacyjne, a także zastosowanie antybiotyków.
Metody nieswoiste:
- odpowiednie ułożenie ciała, płasko na plecach z podparciem szyi pod kątem około 22°,
- pielęgnacja, rehabilitacja oraz zapobieganie powstawaniu odleżyn,
- nawadnianie i odpowiednia dieta,
- wentylacja mechaniczna.

### Profilaktyka
Informacje dotyczące odpowiedniej konserwacji żywności oraz edukacja społeczeństwa są jednymi z najskuteczniejszych środków zapobiegawczych.
Gdy zachodzi obawa, że pacjent spożył pożywienie zawierające toksynę botulinową, aby usunąć ją z organizmu i przeciwdziałać wchłaniania się jej do krwiobiegu, należy:
- wykonać płukanie żołądka (w ciągu kilku lub kilkunastu godzin od spożycia)
- zastosować środki przeczyszczające i wlewy doodbytnicze (nawet do kilku dni od spożycia).

Nie jest natomiast zalecana w takich wypadkach profilaktyka w postaci podawania antytoksyny.

## Zastosowanie toksyny botulinowej w medycynie
Zatrucie toksyną botulinową nazywane jest botulizmem. Bakterie odpowiedzialne za to zatrucie, Clostridium botulinum (dawniej Bacillus botulinum), odkrył i nazwał w 1897 belgijski bakteriolog Emile Pierre van Ermenghen. W 1944 Edward Schantz z amerykańskiego ośrodka badania broni biologicznej w Fort Detrick wyizolował botulinę z ich hodowli. Toksyna botulinowa stosowana w odpowiednich dawkach znalazła zastosowanie terapeutyczne. Edward Schantz wraz z Alanem B. Scottem byli pionierami terapeutycznego zastosowania botuliny używanej od końca lat siedemdziesiątych XX w. najpierw w leczeniu zeza, a później w medycynie estetycznej. Toksyna botulinowa jest na taki użytek produkowana z wyizolowanych szczepów bakterii, oczyszczana i pakowana próżniowo w ściśle określonych dawkach. Stosuje się jej niewielkie, dokładnie określone dla danego pacjenta ilości, dzięki czemu zabieg jest w pełni bezpieczny.
Stosuje się ją przede wszystkim w stanach chorobowych, które charakteryzują się nadmiernym, nieprawidłowym napięciem mięśniowym, na przykład w:
- kurczu powiek
- połowiczym kurczu twarzy
- zezie
- schorzeniach związanych z tikami nerwowymi
- kręczu karku
- stopie końsko-szpotawej
- achalazji przełyku
- nadmiernej potliwości (toksyna botulinowa hamuje wytwarzanie potu w gruczołach potowych)
- nadmiernej spastyczności (napięciu mięśni) np. u dzieci z porażeniem mózgowym[9].
- ciężkich przypadków migreny.

U dzieci poniżej 12. roku życia zabieg stosuje się przy porażeniach nerwowych. Jest to zastosowanie pozarejestracyjne.
Oprócz tego znajduje także zastosowanie w medycynie estetycznej jako środek przeciwzmarszczkowy, efektywny w niwelowaniu zmarszczek mimicznych. Preparat toksyny botulinowej dostępny w tych zastosowaniach znany jest pod nazwą Botox. Podaje się go iniekcyjnie, podskórnie w pożądanym miejscu. Toksyna botulinowa znalazła zastosowanie nie tylko w zabiegach medycyny estetycznej, ale również w leczeniu ciężkich przypadków migreny. Botulina jest wówczas podawana w okolice zakończeń czuciowych głowy. Ocenia się, że ta metoda leczenia migreny ma 50% skuteczność i stosuje się ją niekiedy przy nieskuteczności innych leków przeciwmigrenowych.

### Przebieg zabiegu w medycynie estetycznej
Zabieg powinien być przeprowadzony przez lekarza. Toksyna botulinowa jest aplikowana na oczyszczoną i odtłuszczoną skórę za pomocą jednorazowej strzykawki z bardzo cienką igłą. Umożliwia to dotarcie substancji czynnej w ściśle określone miejsce. Dzięki temu działa ona tylko w obrębie tych mięśni, w które została podana. Zabieg trwa około 20 minut. Nie jest bolesny, więc nie wymaga znieczulenia. W przypadku dużej wrażliwości na ból może zostać podane znieczulenie miejscowe. Zabieg nie wymaga rekonwalescencji. Pierwsze efekty widoczne są po 2–3 dniach, jednak najlepiej widać je po upływie około 7–10 dni. Organizm wraz z upływem czasu przeciwdziała botoksowi, wytwarzając w ciągu następnych miesięcy nowe włókna nerwowe. Aby utrzymać efekty, zabieg po tym czasie trzeba powtórzyć. Najczęściej jest to wskazane po ok. 6 miesiącach od botoksu, jednak w dużej mierze zależy od indywidualnych predyspozycji organizmu. Gdy jednak pacjent nie zdecyduje się na powtórny botoks, skóra wraca do normalnej kondycji sprzed zabiegu i starzeje się zgodnie z procesami biologicznymi.

### Przebieg zabiegu przy nadmiernej potliwości
Przed zabiegiem lekarz dokładnie określa obszar, na którym występuje nadpotliwość. W tym celu stosuje się test jodowo-skrobiowy. Określone miejsce jest smarowane jodyną, a następnie obsypywane skrobią. Obszary z nadmierną potliwością po krótkim czasie ulegają zaczernieniu. Wyznaczone pole dermatolog dzieli na kwadraty o boku 1,5 cm. Następnie do każdego kwadratu wstrzykuje odpowiednio dobraną dawkę botuliny przy użyciu jednorazowej strzykawki z bardzo cienką igłą. Zabieg trwa około 30 minut. Nie jest nadmiernie bolesny, jednak może zostać zastosowane znieczulenie miejscowe. Zabieg nie wymaga specjalnego przygotowania ani rekonwalescencji.

### Przeciwwskazania
Przeciwwskazaniami do zabiegu są:
- ciąża i okres karmienia
- nadwrażliwość na składniki preparatu (głównie białka – albuminy)
- schorzenia zapalne skóry
- zaburzenia krzepnięcia krwi
- zaburzenia przewodnictwa nerwowo-mięśniowego
- zażywanie antybiotyków aminoglikozydowych lub leków rozkurczowych

### Działania niepożądane
Stosowanie toksyny botulinowej w medycynie estetycznej niesie ze sobą ryzyko występowania działań niepożądanych, jednak zwykle mają one charakter przemijający i utrzymują się do kilku dni. Zalicza się do nich: niewielkie krwiaki, które mogą powstać w miejscu ukłucia, nienaturalne obniżenie lub podniesie brwi w przypadku ostrzykiwania zmarszczek czołowych, mały obrzęk i uczucie mrowienia w okolicy iniekcji, ból głowy. Jedynym skutkiem ubocznym, który może utrzymywać się przez dłuższy czas (od 2 do 6 tygodni) jest efekt zwiotczenia mięśni, który objawia się np. poprzez opadanie kącika ust lub powieki. Wykorzystanie toksyny botulinowej nie powoduje powstawania blizn lub uszkodzeń skóry.

## Botulina jako broń biologiczna
CDC klasyfikuje jad kiełbasiany do grupy A znaczenia, jako broń biologiczna, co oznacza, że jest stosunkowo dogodnym czynnikiem rażącym. Ze względu na działanie (toksyczne) ma charakter broni chemicznej, jednak tradycyjnie zalicza się ją do grupy broni biologicznej.
Nie są znane udokumentowane przypadki udanego użycia tej toksyny podczas wojen, mimo dość poważnego zaawansowania prac badawczych nad zastosowaniem jadu kiełbasianego jako broni biologicznej przez różne armie, m.in. Japończyków w latach 30. XX wieku, Brytyjczyków i Kanadyjczyków podczas II wojny światowej oraz Amerykanów i ZSRR podczas zimnej wojny (ten ostatni prowadził doświadczenia w tajnym laboratorium bakteriologicznym na Wyspie Odrodzenia na Jeziorze Aralskim). Natomiast pod koniec XX wieku japońska sekta terrorystyczna „Najwyższa Prawda” (Aum Shinrikyō) wyhodowała pewną ilość laseczek jadu kiełbasianego i między rokiem 1990 a 1995 sześciokrotnie usiłowała przeprowadzić atak, rozpylając je w Tokio. Jednak do produkcji toksyny użyli nieodpowiedniego szczepu bakterii, przez co rozpylona trucizna okazała się zbyt słaba

## Botulina w literaturze
Użycie botuliny jako broni biologicznej zostało przedstawione w klasycznej powieści Alistaira MacLeana Szatański wirus, w powieści Głód Grahama Mastertona oraz w powieści Nosiciel Robina Cooka.